# Namysłów
Namyslov (polsky Namysłów, německy Namslau) je město v jižním Polsku v Opolském vojvodství, sídlo okresu Namyslov a stejnojmenné gminy zahrnující kromě samotného města 32 okolních vesnic. Leží na historickém území Dolního Slezska na řece Widawě zhruba 45 km východně od Vratislavi. V roce 2024 zde žilo 16 818 obyvatel.

## Dějiny
První písemná zmínka pochází z roku 1233. Jako datum získání městských práv se nejčastěji uvádí rok 1249. V pozdním středověku měnil Namyslov několikrát svou územní příslušnost v rámci slezských knížectví: do roku 1294 byl součástí Vratislavska, následně Hlohovska, v letech 1313–1323 byl sídlem samostatného knížectví a později připadl Břežsku, s nímž se stal součástí Koruny české. Samostatné Namyslovsko se na mapách objevilo ještě jednou v letech 1338–1341. Namyslovský mír uzavřený v roce 1348 mezi Karlem IV. a Kazimírem Velikým potvrdil dřívější Trenčínskou smlouvu, na základě které se polský král zřekl veškerých nároků na Slezsko výměnou za to, že se čeští panovníci vzdají nároků na polský trůn.

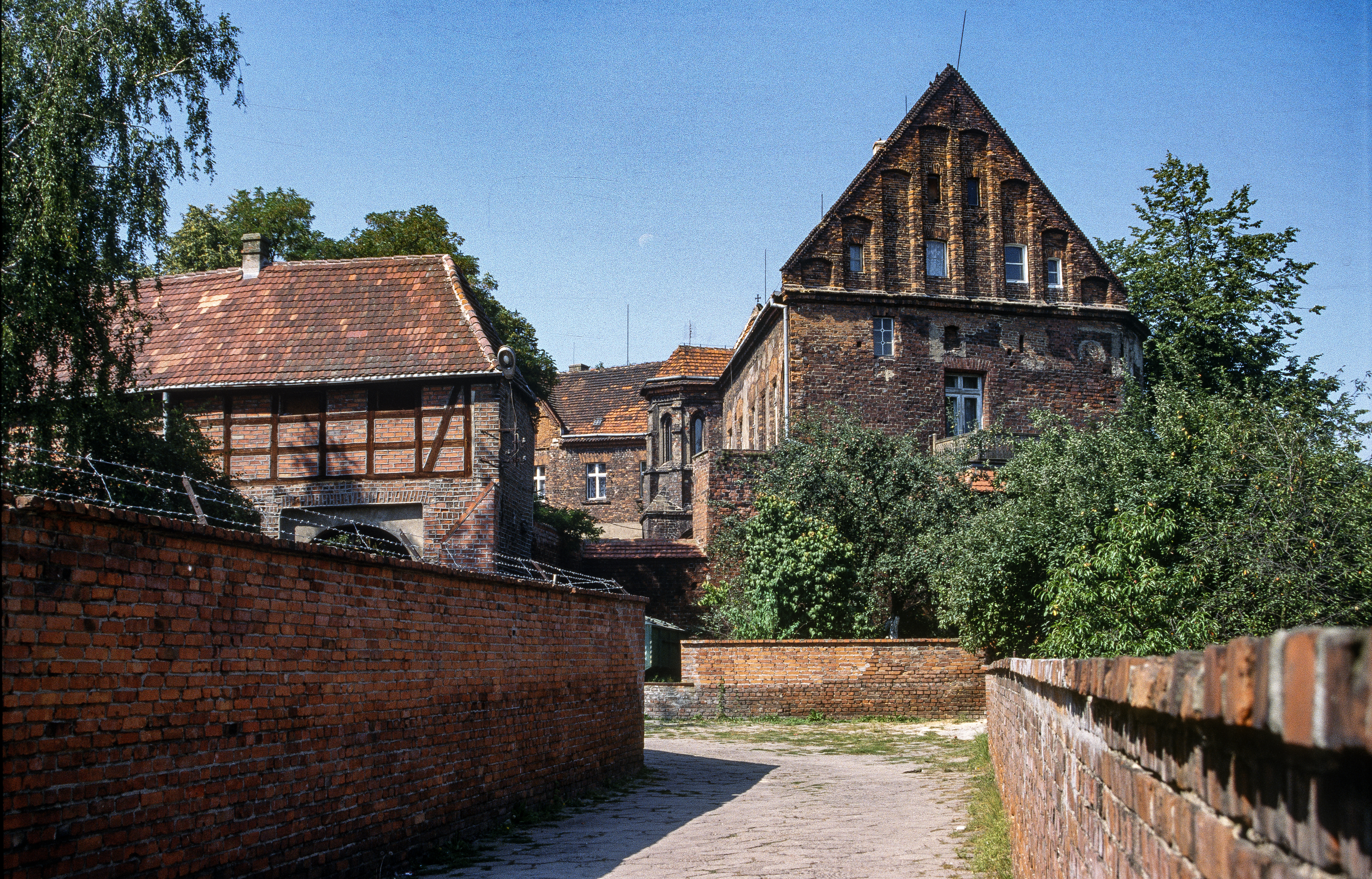
Zámek

V 15. století byl Namyslov krátce svobodným městem a profitoval především z výhodné polohy na obchodní stezce z Vratislavi do Krakova. Důležitým hospodářským odvětvím bylo lnářství. Během husitských válek bylo město dvakrát (1418 a 1428) neúspěšně obléháno. Naopak během třicetileté války jej dobyli Švédové.
Po první slezské válce připadl Namyslov spolu s většinou Slezska Prusku a stal se okresním městem. Od roku 1815 byl součástí provincie Slezsko ve vládním obvodu Vratislav. V roce 1868 získal železniční spojení s Vratislaví a Kluczborkem, v roce 1899 s Opolím a v roce 1912 s Kępnem. Největším průmyslovým podnikem byl pivovar založený roku 1862 Augustem Haselbachem, dnešní Browar Namysłów.
22. ledna 1945 město obsadila Rudá armáda. Následkem dělostřelecké palby, která předcházela vkročení Sovětů, a plundrování, jež jej následovalo, došlo ke zničení či poškození 40 až 50 % zástavby. Dne 30. dubna 1945 správu města převzaly polské úřady a Postupimská dohoda potvrdila připojení Namyslova  k socialistickému Polsku. Německé obyvatelstvo bylo vysídleno a nahrazeno polskými přesídlenci z tzv. Kresů a osadníky z polského vnitrozemí. V roce 1950 byl okres Namyslov přičleněn k Opolskému vojvodství.

## Doprava

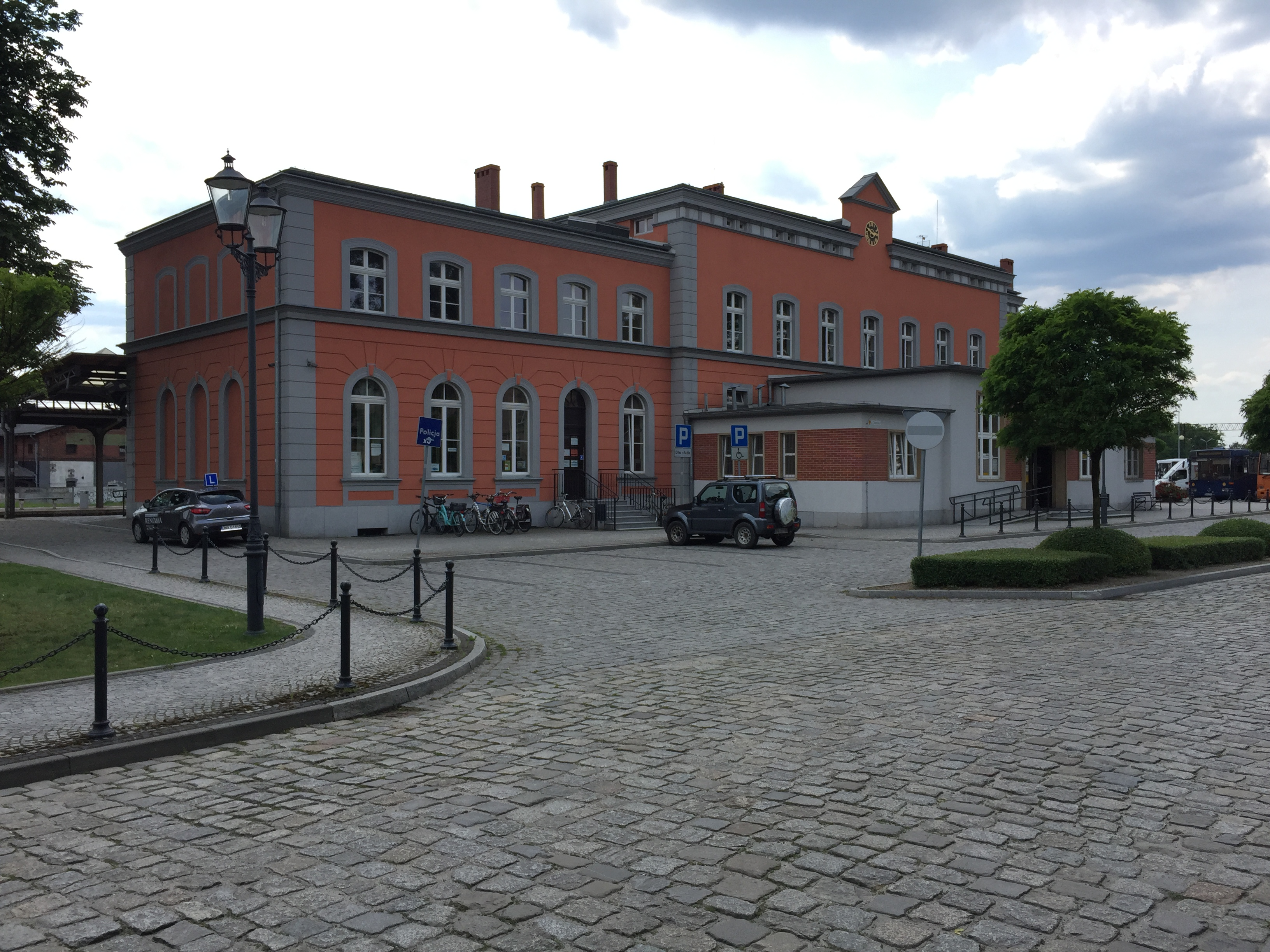
Vlakové nádraží

Městem prochází národní silnice č. 39 spojující Kępno s Břehem a jižní částí Dolního Slezska. Začíná zde rovněž národní silnice č. 42 ve směru Kluczbork a dále do Lodžského a Svatokřížského vojvodství. S Olešnicí a vratislavskou aglomerací Namyslov spojuje vojvodská silnice č. 451, s Opolím vojvodská silnice č. 454.
Ze železniční stanice Namysłów odjíždějí osobní vlaky společnosti Polregio do Vratislavi a Kluczborku. Provoz na trati do Opolí byl zastaven v roce 1992, jen v úseku do obce Biestrzykowice jezdí příležitostně nákladní vlaky. Trať do Kępna byla zrušena v roce 1994 a následně rozebrána.
Příměstská autobusová doprava existuje po zániku dopravního podniku PKS Namysłów v roce 2018 jen ve velmi omezené míře, na trase do Opolí ji zajišťuje podnik PKS Opole.

## Pamětihodnosti
I přes rozsáhlou devastaci v roce 1945 se částečně dochovalo historické jádro Namyslova s pozůstatky pozdně středověkých hradeb (1350–1415) včetně Prašné bašty (Brama Prochowa) a Krakovské brány (Brama Krakowska) s 26 metrů vysokou věží.
Radnici uprostřed náměstí tvoří hlavní budova regotizovaná v roce 2002 do své podoby z konce 14. století, tří přístaveb ze 17. a 18. století a 57 metrové věže vybudované v letech 1381–1389.

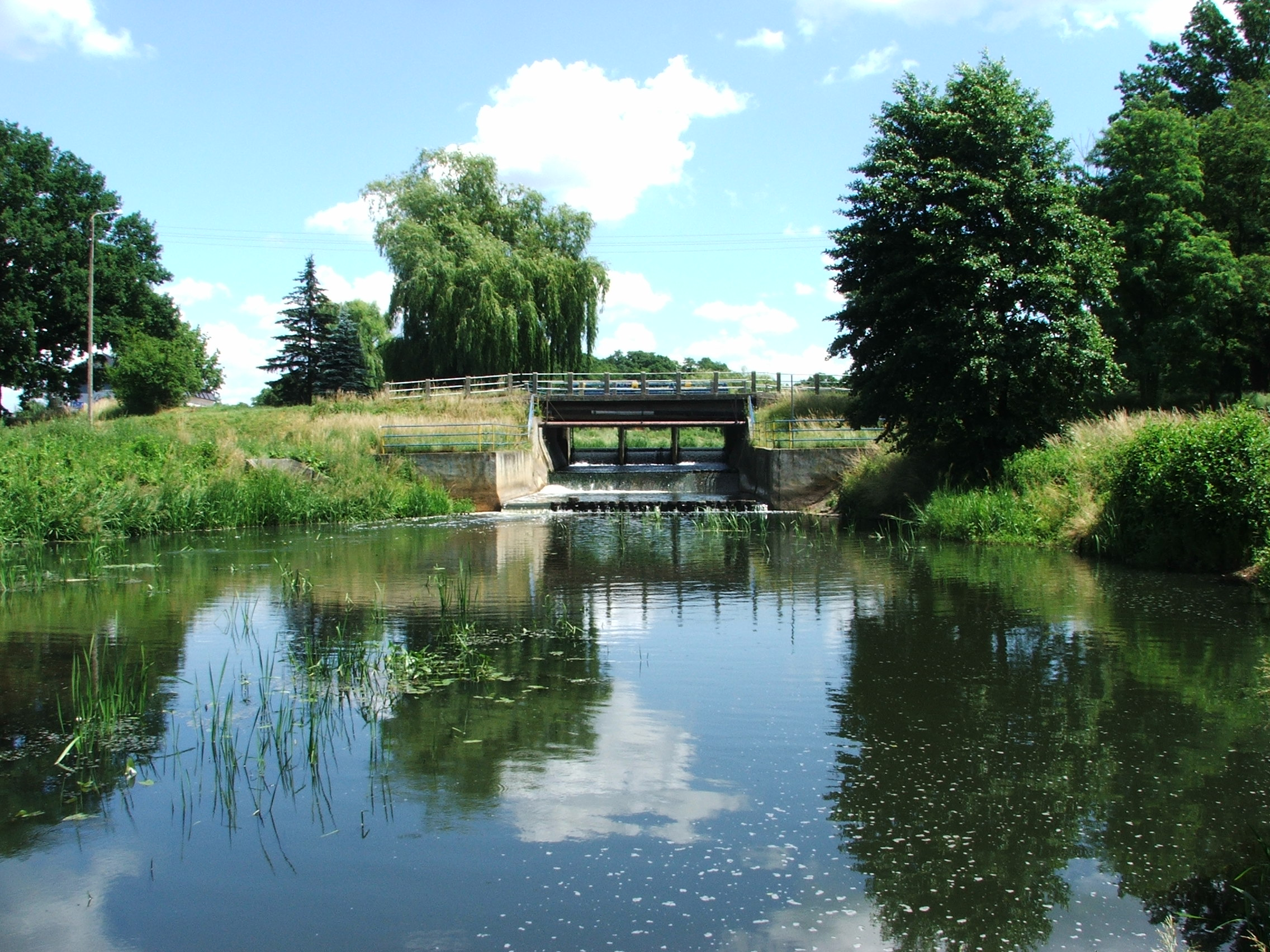
Most na Widawě

V historickém centru se nacházejí dva gotické kostely: farní kostel svatého Petra a Pavla a kostel svatého Františka a Petra, součást bývalého františkánského kláštera. V periferní městské části Stare Miasto se nachází další gotický kostel Neposkvrněného početí Panny Marie. 

Namyslovský zámek pochází původně ze 14. století, z doby, kdy vzniklo Namyslovské knížectví, avšak byl mnohokrát přestavován. V letech 1703–1810 sloužil jako komenda řádu německých rytířů. V roce 1895 jej koupil August Haselbach a spojil s areálem pivovaru. Na nádvoří se dochovala pozdně renesanční studna z roku 1600. 

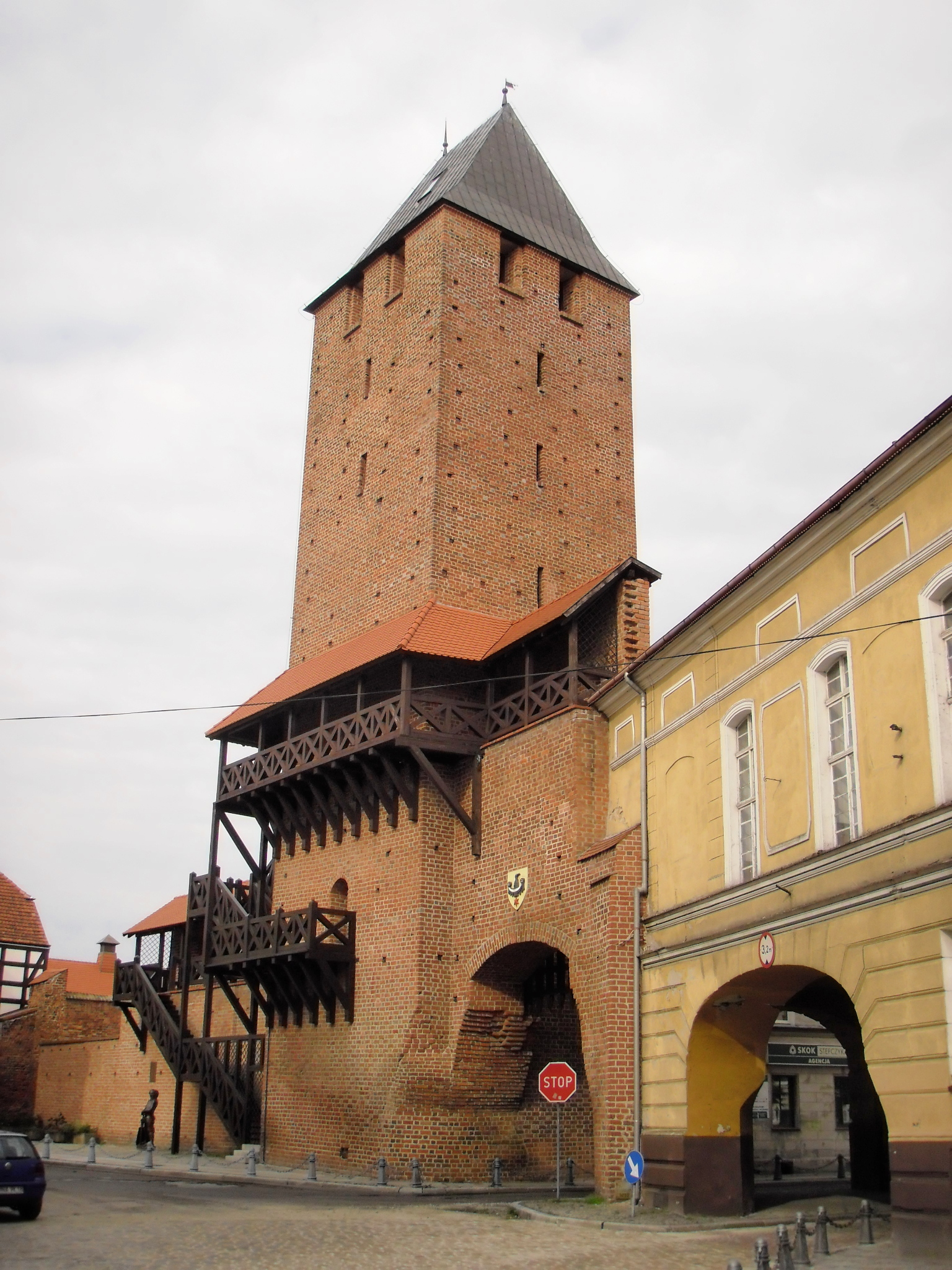
Krakovská brána

Bývalý mlýn z přelomu 19. a 20. století na mlýnské strouze (Młynówka) protékající podél severní linie staroměstského opevnění je adaptován na muzeum Izba Techniki Młynarskiej (Síň mlynářské techniky).
Meandrující řeka Widawa spolu s mlýnskou strouhou tvoří několik ostrovů, které jsou populárním cílem procházek. Největší z nich je chráněna jako přírodní rezervace Wyspa na rzece Widawie (Ostrov na Widawě). V severní části města se rozkládá Severní park (Park Północny) založený v polovině 19. století.

## Partnerská města
- Hlučín, Česko
- Jaremče, Ukrajina
- Kisköre, Maďarsko
- Linz am Rhein, Německo
- Nebelschütz, Německo
- Zagon, Rumunsko